# Эрнандес, Джоан
Джоа́н Эрна́ндес Мехи́я (исп. Jhoan Hernández Mejía; род. 20 февраля 2006, Ллоро, Чоко) — колумбийский футболист, защитник клуба «Мильонариос».

## Клубная карьера
Эрнандес — воспитанник клуба «Мильонариос». 11 мая 2023 года в матче против «Альянса Петролера» он дебютировал в Кубке Мустанга.

## Международная карьера
В 2023 году в составе юношеской сборной Колумбии Эрнандес принял участие в юношеском чемпионате Южной Америки в Эквадоре. На турнире он принял участие в матчах против команд Уругвая, Бразилии, Чили и Эквадора.